# Watersnoodmonument Kruiningen
Het Watersnoodmonument (1957) is een gedenkteken in de Nederlandse plaats Kruiningen, in de provincie Zeeland.

## Achtergrond
In de nacht van 31 januari op 1 februari 1953 vond een watersnoodramp plaats, waarbij onder meer de veerhaven bij Kruiningen werd weggeslagen en de Kruiningerpolder onder water kwam te staan. Er kwamen 62 inwoners van Kruiningen om. De Amsterdamse kunstenaar Jan Wolkers kreeg van de gemeente de opdracht een monument te maken ter herinnering aan de watersnood. Hij ontwierp een glazen beeld van een drijvende figuur te midden van twee golven, dat echter door de gemeente werd afgewezen. Voor zijn tweede ontwerp koos hij voor het beeld van een jonge vrouw die een verdronken kindje tegen zich aandrukt, waarvan nog net het handje zichtbaar is. Wolkers' echtgenote Maria stond model. Het ontwerp werd eind 1956 getoond op de tentoonstelling van Sint Lucas in het Stedelijk Museum Amsterdam.

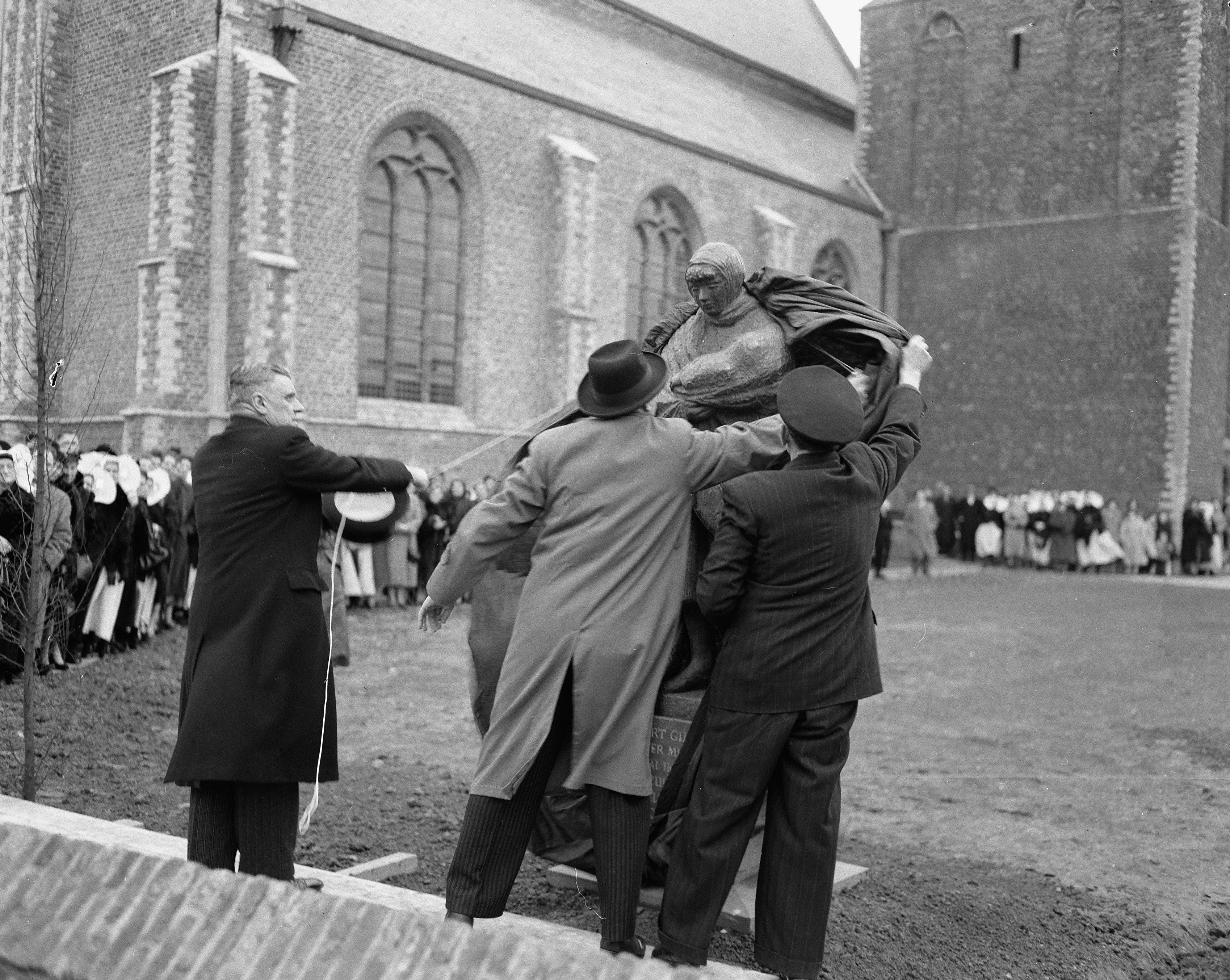
De onthulling

De vrouwenfiguur werd uitgevoerd in brons en geplaatst naast de Johanneskerk. Op 1 februari 1957 vond een plechtigheid plaats in de kerk, waarna het monument werd onthuld door commissaris van de koningin jhr. mr. Guus de Casembroot in aanwezigheid van onder andere burgemeester Schipper van Kruiningen en burgemeester Loek des Tombe van Apeldoorn. De gemeente Apeldoorn was na de ramp adoptiegemeente voor Kruiningen.

## Beschrijving
Het monument bestaat uit een bronzen beeld van een vrouwenfiguur ten voeten uit. Ze draagt een in een deken of haar mantel gewikkeld kind, waarvan het handje zichtbaar is. Het beeld staat op een rechthoekige, granieten sokkel met aan de voorzijde dichtregels van Adriaan Roland Holst:

HOORT GIJ DE ZEE
ACHTER MIJN HART?
DAN ZAL IK HEEN ZIJN,
EN GIJ ZULT MET DE ZEE
ALLEEN ZIJN.
DE GOLVEN ZULLEN
BREKEN IN UW HART.

Op 1 februari 2013 zijn door een plaatselijk herdenkingscomité op de sokkel drie hardglazen platen (in bronskleur) geplaatst waarop de namen van de 58 Kruiningse slachtoffers van de Watersnoodramp van 1953 staan vermeld. E.e.a. gebeurde in overleg en met toestemming van "de erven Jan Wolkers"